# Клан Макдональд из Кеппоха
Клан Макдональд из Кеппоха (шотл. — Clan MacDonald Keppoch, гэльск. — MacDhomhnuill) — один из горных шотландских кланов. Также известный как клан Ранальд из Лохабера (шотл. — Clan Ranald Lochaber). Одна из ветвей клана Дональд (клан Макдональд).
- Девиз клана: «Air Muir 'S Air Tir» — «На суше и на море» (гэльск.)
- Боевой клич: Dia 's Naomh Aindrea! (гаэльск.) — «Бог и Святой Андрей!» (God and St. Andrew)

## История клана Макдональд из Кеппоха
Клан Макдональд из Кеппоха происходит от предка — мужчины по имени Алистер Каррах Макдональд (шотл. — Alistair Carrach Macdonald). Александр или Алистер Макдональд (ум. около 1440) был младшим сыном Джона I Макдональда (шотл. — Good John Islay), лорда Островов, 6-го вождя клана Дональд (Макдональд) и его жены Маргарет Стюарт, дочери короля Шотландии Роберта II Стюарта. Алистер был женат на Мэри (ум. 1365), дочери Малькольма, графа Леннокса, от брака с которой у него была два сына: Ангус и Александр.
Алистер Каррах Макдональд принимал участие в восстании своего старшего брата, Дональда Баллоха, лорда Островов (шотл. — Donald Balloch). В связи с этим большинство его земель были конфискованы королем и переданы клану Макинтош.

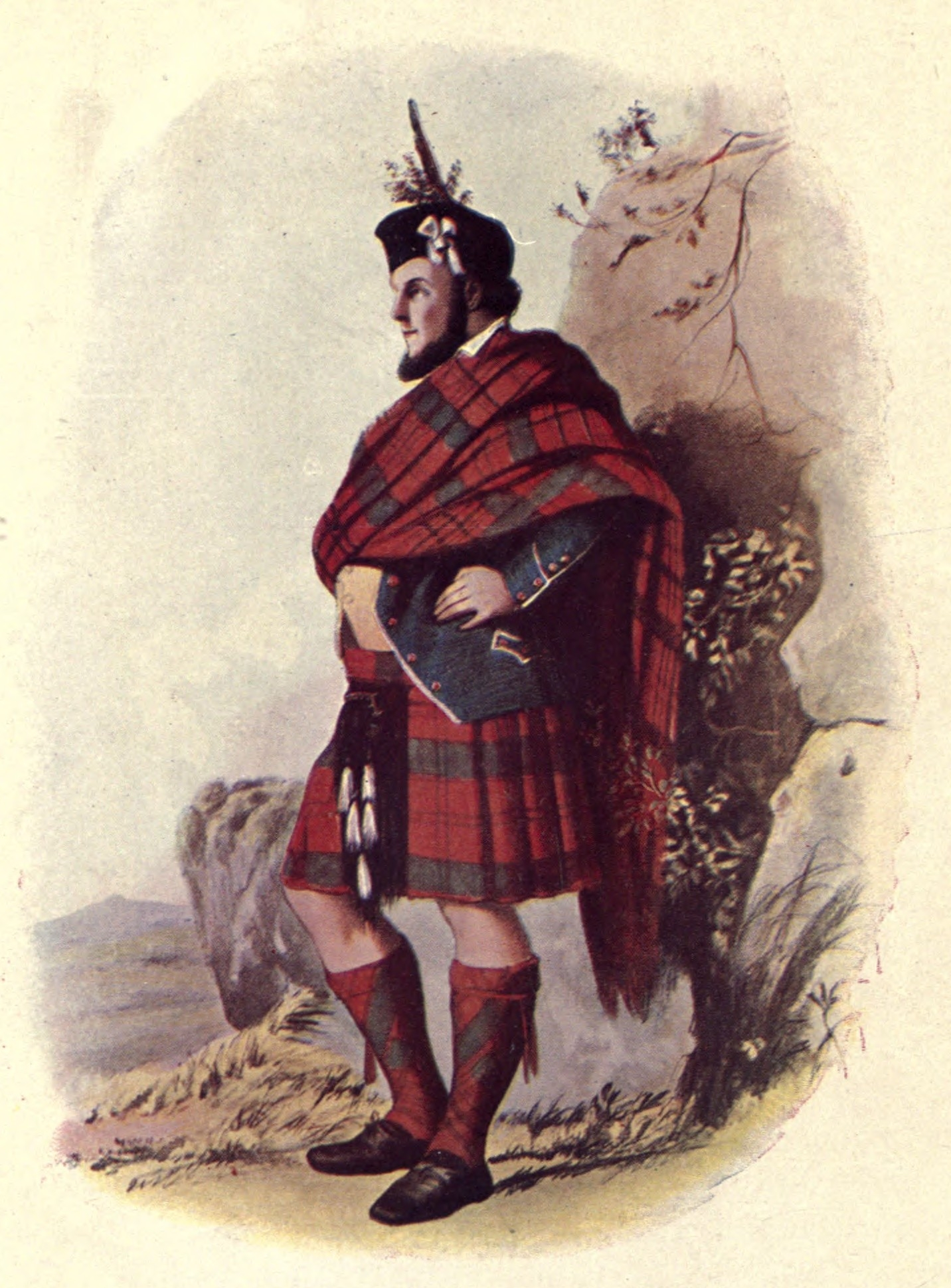
Член клана Макдональд из Кеппоха и в традиционной одежде. Портрет художника Роберта Рональда Маклана, 1845 год

В 1497 году клан Макларен совершил нападение на земли клана Макдональд из Кеппоха, угнал скот с Брес Локабер (шотл. — Braes Lochaber). Люди из клана Макдональд из Кеппоха догнали похитителей в местности, что называется Гленарки (шотл. — Glenurchy). Состоялась битва. Клан Макдональд из Кеппоха победил и вернул обратно свой скот. Но потом клан Макларен получил подмогу от клана Дугела Стюарта, вождя клана Стюарт из Аппина. Состоялась еще одна битва, где Макларен в союзе с кланом Стюарт воевал с кланом Макдональдов из Кеппоха. Клан Макдональд из Кеппоха выстоял в битве, но потери были огромные с обеих сторон, были убиты вожди кланов Стюарт и Макдональд из Кеппоха.
Александр Макдональд, 12-й вождь клана Макдональд из Кеппоха, был убит вместе со своим братом в 1663 году в местности, что называется Тобайр-нан-Кен (гэльск. — Tobair-nan-ceann) — в переводе Колодец Голов. Это недалеко от Инвергарри. Название связывают с тем, что семеро убийц вождя клана Макдональд из Кеппоха мылись здесь прежде чем предстать перед лордом Макдоннелом из Инвергарри.
В 1668 году вождь клана МакДональд из Кеппоха принимал участие в битве под Марлоу.
В Черной Книге из замка Теймут за 1681 год есть запись о Гиллесбе, вожде клана Макдональд из Кеппоха, и про Джона Гласа — первого графа Бредалбейна. Было записано, что они сдерживали жителей Бре-Лохабер от нападений на земли других кланов и других графств.
Во время восстаний якобитов Александр Макдональд (ум. 1746), сын Колла Макдональда, 16-го вождя клана Макдональд из Кеппоха (1664—1729), принимал участие в нападении на британских солдат, которые в то время готовили нападение на Гленфиннан. Это было первое нападение на правительственное войско во время восстания 1745—1746 годов. Клан Макдональд из Кеппоха был привлечен к осаде Форта-Уильяма в марте 1746 года. Александр, 17-й вождь клана Макдональд из Кеппоха, погиб во время битвы при Каллодене в 1746 году.
Должность вождя клана Макдональд из Кеппоха унаследовал его сын Ранальд, что стал 18-м вождем клана. Его сын Ричард Макдональд стал 19-м вождем клана Макдональд из Кеппоха. Линия вождей клана была прервана в 1848 году со смертью Чичестера Макдональда, 21-го вождя клана. Восстановление должности вождя клана Макдональд из Кеппоха было возобновлено только в 2006 году, когда Ранальд Аласдайр Макдональд (шотл. — Ranald Alasdair MacDonald) был признан законным наследником вождей клана согласно решений герольдов Шотландии после более чем 30 летних споров относительно титула Макк Мик Раонуйлл (гельск. — Mac Mhic Raonuill). Его происхождение от Дональда Грома, младшего брата Арчибальда, 15-го вождя клана Макдональд из Кеппоха, было признано судом.

## Резиденция клана

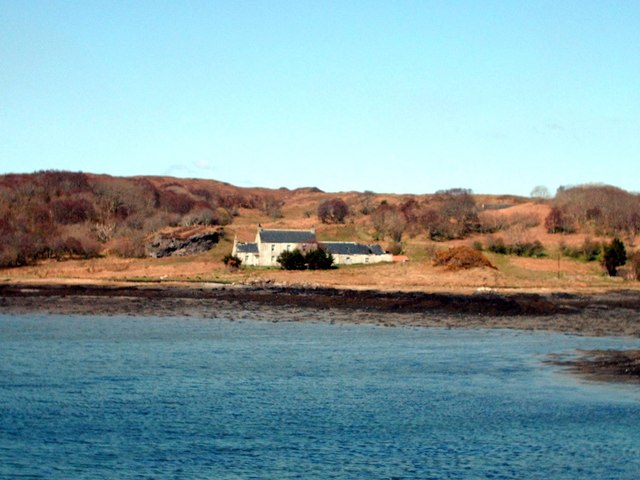
Кеппох-хаус вместо прежнего замка Кеппох

Первоначально резиденцией вождя клана Макдональд из Кеппоха был замок Кеппох, который находился в окрестностях деревни Спин-Бридж в Лохабере. Но в 1690 году замок Кеппох он перешел во владение клана Макинтош. Замок был разрушен в 1663 году после убийства Александра Макдональда, 12-го вождя клана Макдональд из Кеппоха, и его брата Ранальда.
Нынешний вождь — Ранальд Аласдер Макдональд из Кеппоха, вождь клана Ранaльд из Лохабера.

## Основные септы клана
| - Boyle - Burke - Doyle - Drake - Kelly | - Kennedy - MacBride - MacDonell - MacGilp - MacGillivantic | - MacGlasrich - MacKerrachar - MacKillop - MacMichie - MacPhilip | - MacRaney - MacRonald - Mechie - Meekison - Mekie | - Michael - Michie - Michieson - O’Donnell - Philip | - Philp - Phillip - Phillips - Philipson - Rainnie | - Ranald - Ranaldson - Ranney - Rennie - Reynolds | - Reynoldson - Ronald - Ronaldson - MacRanalds - McReynolds | - McRanalds - MacCrannlds |